# Шуневич Микола Васильович
Ми́кола Васи́льович Шу́невич (нар. 26 грудня 1949, с. Голосковичі) — український поет, прозаїк, журналіст, краєзнавець. Член Національної Спілки журналістів України. Заступник голови, редактор радіомовлення телерадіокомпанії «Броди» (1995-2001).

## Життєпис
Микола Шуневич народився 26 грудня 1949 року в с. Голосковичі, Бродівського району, Львівської області.
Закінчив факультет журналістики Львівського державного університету імені І. Франка. По закінченню вишу обіймав посаду кореспондента — організатора Бродівського районного радіомовлення, працював редактором багатотиражної газети «Нове життя» колгоспу «Правда» (с. Пониковиця). У 1980-х та на початку 1990-х років був кореспондентом — організатором Золочівського районного радіомовлення, завідувачем відділу радіомовлення, заступником редактора Золочівської районної газети «Серп і Молот» (нині — газета «Народне слово»), співпрацював з Львівським обласним радіо. З кінця 1995 року й до середини 2011 року працював заступником голови, редактором радіомовлення телерадіокомпанії «Броди».

## Праці
Поетичні збірки
- «Місячне коромисло» (2006);
- «Час у дзеркалі серця» (2008).

Збірники
- Село Пониковиця. Історія села. Людські долі: літературно-докумельний збірник (2013).